# Asia Plaza Building
Le Asia Plaza Building ou 50 Chung Hsiao West Road est un gratte-ciel de 100 mètres de hauteur construit en 1990 à Taipei dans l'île de Taïwan. C'est le plus ancien gratte-ciel de Taiwan.
L'immeuble a été conçu par l'architecte taiwanais C.Y. Lee